# Мёртвый лёд

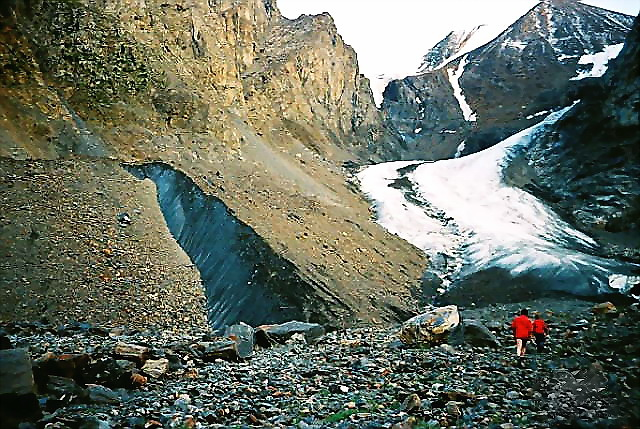
Конец языка активно отступающего ледника Малый Актру на Алтае. Слева от ледника, под плащом моренно-осыпных отложений — мощная толща мёртвого льда. Август, 2004. Фото А. Н. Рудого

Мёртвый лёд — это остатки ледников, прекративших своё движение, или находящиеся в стадии активной деградации (дегляциации). Мёртвые льды почти всегда встречаются у нижних краёв ледниковых языков и часто не имеют с последними или чёткой границы, или связи.
Мощность мёртвых льдов достигает десятков и даже первых сотен метров. Мёртвый лёд обычно покрыт мощным слоем моренных и склоновых отложений. Это препятствует его быстрому таянию.
Неравномерное таяние мёртвых льдов приводит к возникновению сложного бугристого рельефа и термокарстовых воронок. Особенно большие участки мёртвых льдов, как установили гляциологи, возникают в результате сёрджей, то есть резких подвижек пульсирующих ледников, которые перемещают большие массы льда на более низкие гипсометрические уровни. Впоследствии эти льды теряют связь с основным ледником. Такие поверхности, сложенные мёртвыми льдами в перигляциальной зоне, особенно опасны, поскольку гляциокарст (термокарст) имеет здесь катастрофический характер. Вчерашний след вездехода уже сегодня часто ведёт в термокарстовую пропасть.
Обширные массы мёртвых льдов возникали в процессе деградации плейстоценовых ледников и ледниковых покровов. В результате могли формироваться специфические формы криогенного (постледникового) рельефа.